# ایوان مک‌کال
ایوان مک‌کال (انگلیسی: Ewan MacColl; ۲۵ ژانویهٔ ۱۹۱۵ – ۲۲ اکتبر ۱۹۸۹) نمایشنامه‌نویس، موسیقی فولک معاصر، فعال حقوق کارگران اهل بریتانیا و همچنین از اعضای حزب کمونیست بریتانیای کبیر بود.
وی همچنین برندهٔ جوایزی همچون جوایز گرمی شده‌است. از آثار معروف وی می‌توان به اولین بار که چهره‌ات را دیدم اشاره کرد.